# الحروب السلجوقية الجورجية
```
الحروب السلجوقية الجورجية
 ، والمعروفة أيضًا 
بالغزو الجورجي للأراضي الإسلامية
 و
بالحملة الصليبية الجورجية
 ؛ وهي سلسلة طويلة من المعارك والاشتباكات العسكرية التي وقعت منذ عام 1048 حتى 1213م، بين مُختلف 
الدول السلجوقية
 
ومملكة جورجيا
 فيما كنت تُعرف بـ 
الكرج
 في مُعظم 
القوقاز
، سبقها غارات قاتلة في القوقاز شنها الأتراك في القرن الحادي عشر، والمعروفة في 
التأريخ
 الجورجي باسم الغزو التركي العظيم.
```

## الخلفية
في 1048-109، قام السلاجقة الأتراك بقيادة إبراهيم ينال بأول توغل لهم في منطقة الحدود البيزنطية في أيبيريا. طلب الإمبراطور قسطنطين التاسع المُساعدة من الدوق الجورجي ليباريت الرابع من كلديكاري، الذي ساعده البيزنطيون في صراعه ضد الملك الجورجي باغرات الرابع. قام السلاجقة بأسر ليباريت، الذي كان يقاتل في الجانب البيزنطي، في معركة كابترون، واستفاد باغرات من ذلك واستحوذ على ممتلكاته.
على الرغم من أن الإمبراطورية البيزنطية وجورجيا كانت لهما روابط ثقافية ودينية على مدى قرون، وأن السلاجقة شكلوا تهديدًا كبيرًا للإمبراطورية نفسها، إلا أن عدوانية القسطنطينية على المشهد السياسي القوقازي ساهمت في خلق جو من عدم الثقة والاتهامات بين الشعبين المسيحيين. مع التأكيد على أن الهيمنة الجورجية البغراتية في القوقاز هي حجر الزاوية في عهد باغرات، ويمكن فهم سياسته على أنها محاولة للعب ضد السلاجقة والبيزنطيين ضد بعضهم البعض.

## الصراعات
تميز النصف الثاني من القرن الحادي عشر بالغزو الاستراتيجي المهم من قبل السلاجقة الأتراك المسلمين، الذين نجحوا بحلول نهاية الأربعينيات من القرن الماضي في بناء إمبراطورية شاسعة تضم معظم آسيا الوسطى وبلاد فارس. ظهر السلاجقة لأول مرة في جورجيا في ستينيات القرن العاشر، عندما دمر السلطان ألب أرسلان المقاطعات الجنوبية الغربية للمملكة الجورجية وقلص كاخيتي. كان السلاجقة جزءًا من نفس موجة الحركة التركية التي ألحقت هزيمة ساحقة بالجيش البيزنطي في ملاذكرد عام 1071. على الرغم من أن الجورجيين كانوا قادرين على التعافي من غزو ألب أرسلان وحتى تأمين تاو (ثيمة إيبيريا)، بمساعدة الحاكم البيزنطي ذو الأصل الجورجي، غريغوري باكوريانوس. مُنِح جورج الثاني اللقب البيزنطي «قيصر» في هذه المناسبة، ووُهِب قلعة قارص وتولّى مسؤولية حماية الحدود الشرقية للإمبراطورية.
دفع التوسع السلجوقي الحكومتين الجورجية والبيزنطية إلى السعي لتعاون أوثق. لتأمين التحالف، تزوجت ماريا ابنة باجرات، في وقت ما بين 1066 و 1071، من الإمبراطور البيزنطي مايكل السابع دوكاس. كان اختيار أميرة جورجية غير مسبوق، وكان يُنظر إليه في جورجيا على أنه نجاح دبلوماسي من جانب باجرات.

### ألب أرسلان
في 10 كانون الأول (ديسمبر) 1068، استاء ألب أرسلان من تصرف آخر ملوك القوقاز لعدم الخضوع بعد، برفقة ملوك لوري وكاخيتي وكذلك أمير تبليسي فزحف ضد باغرات مرة أخرى، وغزا مُقاطعات كارتلي وأرجفيتي ونهبها. وكان خصوم باغرات منذ فترة طويلة (شداديو أران) حصلوا على تعويض: حصون تبليسي ورستافي. وعندما غادر ألب أرسلان جورجيا، استعاد باغرات كارتلي في يوليو 1068. نزل الشداديين في إيساني (إحدى ضواحي تبليسي على الضفة اليسرى لكورا) مع 33000 رجل ودمروا الريف. لكن باغرات استعادها مُجدداً. على الطريق عبر كاخيتي، تم أسر فضل بن محمد حاكم الشداديين من قبل الحاكم المحلي أغسارتان، وقام باغرات بفداء فضل مقابل التنازل عن العديد من القلاع على نهر إيوري، وتلقى منها استسلام تبليسي حيث أعادها أميرًا محليًا بشروط التبعية.
تزامنت السنوات الأخيرة من حكم باغرات مع ما وصفه البروفيسور ديفيد مارشال لانغ بأنه «الانهيار الأخير للعالم المسيحي الشرقي» - معركة ملاذكرد - حيث سحق ألب أرسلان الجيش البيزنطي وكانت هزيمة نكراء، وأُسِر الإمبراطور رومانوس الرابع. توفي باغرات الرابع في العام التالي، في 24 نوفمبر 1072، ودُفن في دير كونديدي. انتقلت السيادة على مملكة جورجيا المُضطربة إلى ابنه جورج الثاني. تمكن الجورجيون من استعادة أيبيريا، بمساعدة الحاكم البيزنطي، غريغوري باكوريانوس، الذي بدأ في إخلاء المنطقة بعد فترة وجيزة من الكارثة التي ألحقها السلاجقة بالجيش البيزنطي في ملاذكرد. في هذه المناسبة، مُنح جورج الثاني ملك جورجيا اللقب البيزنطي القيصر، ومنح قلعة قارص وتولى مسؤولية حدود الإمبراطورية الشرقية.

### ملك شاه

الإمبراطورية السلجوقية في أقصى حد لها عام 1092، بعد وفاة ملك شاه الأول

في سبعينيات القرن العاشر، فُتِحت جورجيا مرتين من قبل السلطان جلال الدولة ملك شاه، لكن الملك الجورجي جورج الثاني كان لا يزال قادرًا على القتال في بعض الأحيان. في عام 1076، اندفع ملك شاه إلى جورجيا وحول العديد من المستوطنات إلى أنقاض وبسط سيطرة السلاجقة على المنطقة لتصل إلى أقصى اتساعها، من 1079/80 فصاعدًا، تم الضغط على جورج للاستسلام لملك شاه لضمان درجة ثمينة من السلام مقابل جزية سنوية. وواصل الأتراك حركتهم الموسمية إلى الأراضي الجورجية للاستفادة من الأعشاب الغنية في وادي كورا ولحصول الحاميات السلجوقية على القلاع الرئيسية في جنوب جورجيا. تم تحويل الأراضي المزروعة إلى مراعاً واضطر الفلاحون الجورجيين إلى الانسحاب إلى الجبال. كان لهذه الغارات والمستوطنات أثرٌ مدمّر على النظام الاقتصادي والسياسي لجورجيا. يندب المؤرّخ الإخباري الجورجي المعاصر أن:
«في تلك الأوقات لم يكن هناك بذرٌ ولا حصاد. دُمّرت الأرض عن بكرة أبيها وتحوّلت إلى غابة؛ بدلًا من الحيوانات المفترسة والماشية جعلوا مسكنهم هناك. وقع ظلمٌ لا يُطاق على جميع سكان الأرض. كان لا مثيل له وأسوأ بكثير من كل الويلات التي سمعت بها أو التي قاسيتها».
تمكن جورج الثاني من حشد الدعم العسكري السلجوقي في حملته الهادفة إلى جلب مملكة كاخيتي الشرقية الجورجية، والتي قاومت منذ فترة طويلة محاولات باغرات لضمها. ومع ذلك، بعد أن سئم جورج من الحصار المطول للمعاقل، تخلى عن الحملة عندما تساقط الثلج. كما رفع المساعدون السلجوقيون الحصار ونهبوا وادي إيوري الخصب في كاخيتي. ذهب أغسارتان الأول، ملك كاخيتي، إلى السلطان لإعلان استسلامه، وأعلن اعتنق الإسلام، وبالتالي كسب الحماية السلجوقية ضد الأطماع الجورجية.
دخل السلاجقة مملكة جورجيا وكانت في أزمة عميقة بلغت ذروتها في زلزال الكارثي ضرب جورجيا في عام 1088، وساعدت شخصية جورج الثاني المُترددة والغير الكفؤة إلى التوسع الأراضي السلجوقية.

## الحملة على الكرج
ومن الأحداث المهمة في عهد أرسلان شاه، رحلة إيلدكز إلى جورجيا عام 557 هـ/1161م، والحرب مع جورج الثالث (580-551). تزامن حكم إيلدكز في أذربيجان مع مرحلة جديدة في إحياء أنشطة الملوك الجورجيين، واستغل الجورجيون غياب إيلدكز في المنطقة، واجتمعت الكرج في خلق كثير يبلغون ثلاثين ألف مقاتل، ودخلوا بلاد الإسلام، وقصدوا مدينة دوين من أذربيجان، فملكوها ونهبوها، وقتلوا من أهلها وسوادها نحو عشرة آلاف قتيل، وأخذوا النساء سبايا، وأسروا كثيراً، وأعروا النساء وقادوهم حفاة عراة، وأحرقوا الجوامع والمساجد؛ فلما وصلوا إلى بلادهم أنكر نساء الكرج مافعلوا بنساء المسلمين، وقلن لهم: قد أحوجتم المسلمين أن يفعلوا بنا مثل ما فعلتم بنسائهم؛ وكسونهن. ولما بلغ الخبر إلى شمس الدين إيلدكز، جمع عساكره وحشدها، وانضاف إليه شاه أرمن بن سكمان القطبي، صاحب خلاط، وابن آقسنقر، صاحب مراغة وغيرها، فاجتمعوا في عسكر كثير يزيدون على خمسين ألف مقاتل، وساروا إلى بلاد الكرج في صفر سنة 558هـ ونهبوها، وسبوا النساء والصبيان، وأسروا الرجال، ولقيهم الكرج، واقتتلوا أشد قتال صبر فيه الفريقان، ودامت الحرب بينهم أكثر من شهر، وكان الظفر للمسلمين، فانهزم الكرج وقتل منهم كثير، وجعلوا الإمبراطور رعاياً لهم.
وكان سبب الهزيمة أن بعض الكرج حضر عند إيلدكز، فأسلم على يديه، وقال له: تعطيني عسكراً حتى أسير بهم في طريق أعرفها وأجيء إلى الكرج من ورائهم وهم لا يشعرون! فاستوثق منه، وسير معه عسكراً وواعده يوماً يصل فيه إلى الكرج، فلما كان ذلك اليوم قاتل المسلمون الكرج، فبينما هم في القتال وصل ذلك الكرجي الذي أسلم ومعه العسكر، وكبروا وحملوا على الكرج من ورائهم، فانهزموا، وكثر القتل فيهم والسر، وغنم المسلمون من أموالهم ما لا يدخل تحت الإحصاء لكثرته، فإنهم كانوا متيقنين النصر لكثرتهم، فخيب الله ظنهم، وتبعهم المسلمون يقتلون ويأسرون ثلاثة أيام بلياليها، وعاد المسلمون منصورين قاهرين.

## التراجع

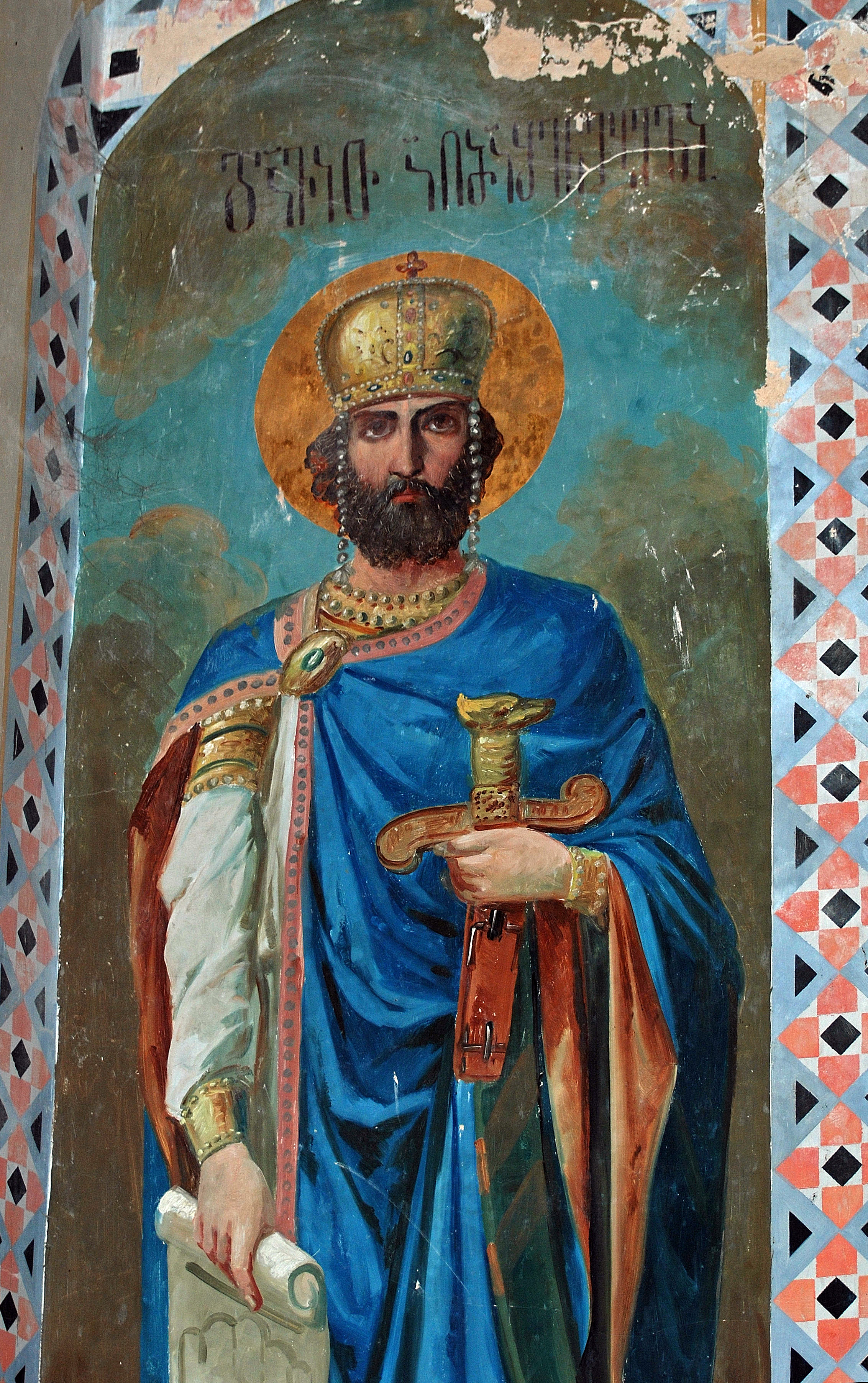
ديفيد الرابع ملك جورجيا، في لوحة جدارية

في عام 1123، حرر جيش ديفيد الرابع الجورجي دمانيسي، آخر معقل للسلاجقة في جنوب جورجيا. في عام 1124، غزا ديفيد أخيرًا شروان وأخذ مدينة آني الأرمنية من الأمراء المسلمين، ووسّع بذلك حدود مملكته إلى حوض نهر آراس التقى به الأرمن كمُحرر قدّموا بعض القوة المساعدة لجيشه.
شرع تحالف من الحكام المسلمين بقيادة شمس الدين إيلدكز، حاكم أدرباداجان وبعض المناطق الأخرى، في حملة ضد جورجيا في أوائل عام 1163. وانضم إليه شاه أرمن سوكمين الثاني، وآق سنقر، حاكم مراغة ، وآخرين. وبجيش قوامه 50 ألف جندي ساروا باتجاه جورجيا. هُزم الجيش الجورجي. استولوا على قلعة جاجي، ومنطقة جغاركونيك وغنموا الكثير، وكان الحكام المسلمون مبتهجين، واستعدوا لحملة جديدة. لكن، تم منعهم هذه المرة من قبل جورج الثالث، الذي سار إلى أران في بداية عام 1166، واحتل منطقة تمتد حتى غانجا، ودمر الأرض وعاد بالسجناء والغنائم.
بعد انزعاجه من النجاحات الجورجية، حشد سليمان شاه الثاني، سلطان الروم الصاعد، الأمراء التابعين له وسار ضد جورجيا، لكن معسكره تعرض للهجوم والتدمير من قبل ديفيد سوسلان في معركة باسيان في 1203 أو 1204. تصف مؤرخة الملكة تامار كيف تم تجميع الجيش في بلدة فاردزيا المحفورة في الصخر قبل السير إلى باسيان وكيف خاطبت الملكة القوات من شرفة الكنيسة. استغلال الجورجيين نجاح هذه المعركة، بين 1203-1205 واستولوا على بلدة دفن  ودخلوا أخلاط مرتين وأخضعوا أمير قارص (التابع لـ بنو سلدق في أرضروم)، وشاهات الأرمن، وأمراء بنو سلدق والمنكوجكيون.
في عام 1206، استولى الجيش الجورجي، بقيادة ديفيد سوسلان، على قارص وغيرها من الحصون والمعاقل على طول نهر أراكسيس. من الواضح أن هذه الحملة بدأت لأن حاكم أرضروم رفضوا الخضوع لجورجيا. فطلب أمير قارص المساعدة من شاهات الأرمن، لكن الأخير لم يكن قادرًا على الاستجابة، وسرعان ما استولت عليها السلطنة الأيوبية في عام 1207.

## العواقب
واصل جورج الرابع في عام 1210 الاستعدادات لحملة واسعة النطاق ضد القدس لدعم الصليبيين في عام 1220. ومع ذلك، فإن المغول اتجهوا نحو الحدود الجورجية وجعلوا خطة الحملة الصليبية غير واقعية. هزمت الحملة المغولية الأولى الجيوش الجورجية في 1221-1222م، وتوفي جورج الرابع في قتالهم عام 1223م، وقامت شقيقته روسودان في تحالفاً يائس مع الأمراء السلاجقة ضد المغول، عندما تزوجت هي وابنتها تمار من السلاجقة الروم في أرضروم. وأصبح العداء الجورجي أقرب الآن إلى تحالف في (معركة جبل كوسه) لكن ذلك لم يمنع من تقدم المغول.